# Фатезький район
Фатезький райо́н (рос. Фатежский район) — адміністративно-територіальна одиниця і муніципальне утворення на півночі Курської області Росії.
Адміністративний центр — місто Фатеж.

## Географія
Фатезький район утворений в 1928 році. Розташований у північній частині області, межує із Конишевським, Железногорським, Понировським, Золотухінським, Курчатовським, Курським районами й Орловською областю. Територія — 1,2 тис. км², або 4 % території області.

## Демографія
Населення району на 1 січня 2010 року становить 23 тис.  осіб, у тому числі в містах проживають близько 6 тис. Усього налічується 192 населених пункти.